# Ralph Sproul-Bolton
Ralph Alexander St. Clair Sproul-Bolton (Chelsea, 22 aprile 1916 – Carpentras, 17 febbraio 1997) è stato uno schermidore britannico, vincitore di una medaglia di bronzo ai campionati mondiali di scherma.